# Cedric Smith
Cedric Smith (21 de septiembre de 1943) es un actor y cantante inglés. Interpretó a Alec King en Road to Avonlea y fue la voz del Profesor X en X-Men, la serie de televisión. 

## Biografía
Cedric Smith, nació Inglaterra, Smith se mudó a Canadá cuando tenía 10 años. En 1961, abandonó la escuela secundaria para convertirse en un cantante de folk de tiempo completo. Era un miembro del grupo de folk Perth County Conspiracy, y escribió varias canciones que fueron interpretadas y grabadas por la banda. En 1963, actuó en el "Lemon Tree", Dayton, Ohio por un tiempo prolongado. 
Como cantante folclórico cantó en el "Ebony Knight", un café en la Main St de Hamilton a mediados de los años sesenta ; también tuvo actuaciones en el Teatro "Black Swan" en Stratford, Ontario en 1967 y 1968.
En 1993, Smith ganó un Gemini Award por su participación en Road to Avonlea. Apareció en el programa Mutant X en su primera temporada, así como en el éxito Forever Knight, junto a su entonces esposa Catherine Disher. 
También proporcionó voz en la serie animada Silver Surfer, para la cadena FOX. 
Smith tiene un hijo llamado Darcy Montgomery Smith, quien nació en 1993. Él es el exmarido de Catherine Disher, quien interpretó a Jean Grey en X-Men: The Animated Series.